# Melanodendron integrifolium
Espèce
Classification phylogénétique
Statut de conservation UICN

 VU  : Vulnérable
Melanodendron integrifolium est une espèce de plantes du genre Melanodendron de la famille des Compositae.